# Slaughter of the Soul
Slaughter of the Soul — четвёртый студийный альбом группы At the Gates, вышедший в 1995 году. Наряду с альбомами The Gallery Dark Tranquillity и The Jester Race In Flames альбом сыграл значительную роль в становлении мелодичного дэт-метала и считается классикой стиля.
Музыкальный журналист Т. Коулз охарактеризовал звучание альбома как «мелодичное и странное», отметив, что At the Gates были «чище», чем шведская дэт-метал-группа Entombed, но «грязнее», чем технические дэт-метал-группы из Соединённых Штатов.
Соло Энди ЛаРока в «Cold» было признано одним из величайших, а гитарист Андерс Бьёрлер в 2007 году признался, что до сих пор не может сыграть его как следует.
Песня «Blinded by Fear» была перепета группой The Haunted в японской версии их концертного альбома Live Rounds in Tokyo, а также группой Fleshgod Apocalypse в их мини-альбоме Mafia. Песня также появилась в игре Rock Band 2 в качестве загружаемого контента.

## Значение
В марте 2023 года группа авторов американского издания Rolling Stone включила титульную песню данного альбома в список «100 величайших хеви-метал песен всех времён». В этом рейтинге она заняла 87-ю позицию, заметку о ней составил Роб Шеффилд.

## Отзывы критиков
| Оценки критиков                  | Оценки критиков |
| Источник                         | Оценка |
| -------------------------------- | --- |
| About.com                        | 4,5 из 5 звёзд · 4,5 из 5 звёзд · 4,5 из 5 звёзд · 4,5 из 5 звёзд · 4,5 из 5 звёзд                                                                            |
| Allmusic                         | [ 2 ] |
| Collector's Guide to Heavy Metal | 8 из 10 звёзд · 8 из 10 звёзд · 8 из 10 звёзд · 8 из 10 звёзд · 8 из 10 звёзд · 8 из 10 звёзд · 8 из 10 звёзд · 8 из 10 звёзд · 8 из 10 звёзд · 8 из 10 звёзд |
| Rock Hard                        | 7 из 10 звёзд · 7 из 10 звёзд · 7 из 10 звёзд · 7 из 10 звёзд · 7 из 10 звёзд · 7 из 10 звёзд · 7 из 10 звёзд · 7 из 10 звёзд · 7 из 10 звёзд · 7 из 10 звёзд |
| Sputnikmusic                     | 4 из 5 звёзд · 4 из 5 звёзд · 4 из 5 звёзд · 4 из 5 звёзд · 4 из 5 звёзд                                                                                      |
| Metal Storm                      | [ 3 ] |

Рецензии на Slaughter of the Soul были крайне положительными, альбом был признан знаковым в развитии шведской дэт-метал сцены. Стив Хьюи из AllMusic поставил альбому пять звёзд и назвал его «отличным примером мелодичного дэт-метала в стиле Гётеборга и, безусловно, лучшим и наиболее цельным альбомом группы на сегодняшний день». Однако, Rock Hard, считает, что группа стала неотличима от множества своих клонов, а Deathmetal.org называет его «альбомом At the Gates, разошедшимся по всему миру, звучащим как …And Justice for All группы Metallica в стилистическом миксе Iron Maiden и Judas Priest во время Painkiller».

## Список композиций
| №                   | Название                                | Длительность |
| ------------------- | --------------------------------------- | ------------ |
| 1.                  | «Blinded by Fear»                       | 3:12         |
| 2.                  | «Slaughter of the Soul»                 | 3:02         |
| 3.                  | «Cold»                                  | 3:27         |
| 4.                  | «Under a Serpent Sun»                   | 3:58         |
| 5.                  | «Into the Dead Sky (Instrumental)»      | 2:12         |
| 6.                  | «Suicide Nation»                        | 3:35         |
| 7.                  | «World of Lies»                         | 3:35         |
| 8.                  | «Unto Others»                           | 3:11         |
| 9.                  | «Nausea»                                | 2:23         |
| 10.                 | «Need»                                  | 2:36         |
| 11.                 | «The Flames of the End (Instrumental) » | 2:57         |
| Общая длительность: | Общая длительность:                     | 34:10        |

| №   | Название                                   | Длительность |
| --- | ------------------------------------------ | ------------ |
| 12. | «Legion (кавер на Slaughter Lord)»         | 3:54         |
| 13. | «The Dying (неизданный трек)»              | 3:18         |
| 14. | «Captor of Sin (кавер на Slayer)»          | 3:19         |
| 15. | «Unto Others (демо 1995 года)»             | 3:06         |
| 16. | «Suicide Nation (демо 1995 года)»          | 3:22         |
| 17. | «Bister Verklighet (кавер на No Security)» | 1:55         |

| №   | Название                                 | Длительность |
| --- | ---------------------------------------- | ------------ |
| 18. | «Создание альбома Slaughter of the Soul» | 34:20        |
| 19. | «Удалённые сцены»                        |              |
| 20. | «Blinded by Fear (видеоклип)»            | 3:00         |
| 21. | «Денежные проблемы»                      | 1:10         |
| 22. | «Обложка альбома»                        | 4:30         |
| 23. | ««Вперёд!» в прямом эфире»               | 2:16         |

## Участники записи
- Томас Линдберг[англ.] — вокал
- Андерс Бьёрлер[англ.] — гитара
- Йонас Бьёрлер[англ.] — бас-гитара
- Адриан Эрландссон — ударные
- Мартин Ларссон[англ.] — гитара
- Энди ЛаРок — гитарное соло в «Cold»

## Позиции в чартах
| Чарт            | Позиция |
| --------------- | ------- |
| Япония (Oricon) | 200     |